# Eugène Reboulin
Eugène Reboulin, né à Apt, dans le Vaucluse le 5 avril 1852 et mort dans la même ville le 27 avril 1905, est un homme politique français.

## Biographie
Chef d'entreprise, dirigeant une importante fabrique de fruits confits, Eugène Reboulin est également l'un des cofondateurs de la société agricole des « Truffières de Provence ». Il est également membre de la chambre de commerce d'Avignon.

## Source
- « Eugène Reboulin », dans Adolphe Robert et Gaston Cougny, Dictionnaire des parlementaires français, Edgar Bourloton, 1889-1891 [détail de l’édition] [texte sur Sycomore]